# Repubblica Socialista Finlandese dei Lavoratori
La Repubblica Socialista Finlandese dei Lavoratori (Suomen sosialistinen työväentasavalta), più comunemente conosciuta come Finlandia rossa, fu un governo socialista di fatto costituitosi in Finlandia e idealmente precursore di uno Stato socialista finlandese. Istituita dalle Guardie Rosse del Partito Socialdemocratico, nacque durante la guerra civile finlandese nel gennaio 1918 in seguito a una rivoluzione socialista. Unico suo primo ministro fu Kullervo Manne, presidente del comitato centrale.
Il nome "Repubblica Socialista Finlandese dei Lavoratori" venne menzionato solo nel trattato tra delegazione del popolo finlandese e Consiglio dei commissari del Popolo russo del marzo 1918. Già Repubblica Finlandese (Suomen tasavalta), essa adottò durante le negoziazione gli attributi "socialista dei lavoratori", suggeriti dal leader sovietico Vladimir Lenin. La delegazione in seguito biasimò i suoi delegati per aver ceduto alle richieste di Lenin, considerando che il nome ufficiale avrebbe dovuto esser stato deciso dagli stessi finlandesi.

## Finalità
La Finlandia rossa aveva come finalità l'instaurazione di un regime socialista basato sull'unione di culture scandinave e finlandesi, di idee originarie dell'Europa centrale e altre fondate sul nazionalismo finlandese (incluse mire espansionistiche del territorio). Le politiche prevedevano principi democratici, ma, essendo la Finlandia rossa la conseguenza di una rivoluzione e di una guerra civile, le violenze e i conflitti erano accentuati nella politica. Le Guardie Rosse includevano una minoranza bolscevica che sosteneva le relazioni tra Finlandia e Russia sovietica. La Finlandia non ebbe mai una forma di Stato definita e la repubblica cadde con la sconfitta dei socialdemocratici durante la guerra civile nel maggio 1918. 

## Rapporti con Lenin
Sebbene la Repubblica Socialista Finlandese dei Lavoratori fosse sostenuta dalla Russia di Lenin e nel marzo 1918 fosse stato firmato un trattato tra le due nazioni, non fu mai raggiunto un livello ideale di cooperazione e coordinazione, poiché entrambi gli stati erano impegnati nelle rispettive guerre civili. La maggioranza dei rossi finlandesi aveva come finalità una Finlandia neutrale e indipendente, e alcuni di loro chiedevano l'annessione della Carelia russa alla Finlandia. Il trattato russo-finlandese aveva un'importanza minore per i russi rispetto ai negoziati di pace con l'Impero tedesco: alla fine, il destino della repubblica è stato determinato dalle decisioni politiche di Russia e Germania.
Lenin mirava a fermare il collasso della Russia dopo la rivoluzione del 1917. Mentre era in opposizione politica prima della Rivoluzione d'ottobre, Lenin enfatizzò la politica di diritto delle nazioni all'autodeterminazione per le parti dell'Impero russo. Dopo il successo della presa di potere nell'ottobre 1917 e nel gennaio 1918, la strategia politica dei bolscevichi si spostò gradualmente verso il federalismo. Per quanto riguarda la Finlandia, Lenin pianificò la sua annessione alla Russia, ma la guerra civile, il trattato di Brest-Litovsk, la campagna tedesca in Finlandia, la vittoria delle Guardie Bianche finlandesi e il marcato nazionalismo tra i socialisti ostacolarono il suo piano. 

## Guerra civile e sconfitta della repubblica
I conflitti tra Guardie Rosse e Bianche attirarono l'attenzione dei socialdemocratici. Pertanto, la costituzione di un governo socialista rimase incompiuta e si attese la fine della guerra civile. I funzionari della precedente amministrazione si rifiutarono di cooperare con i socialdemocratici e il nuovo governo dovette essere scelto e gestito da ranghi più bassi. 
La guerra civile finlandese si concluse con l'invasione tedesca della Finlandia e la conseguente sconfitta delle Guardia Rosse e della repubblica nel maggio 1918. Dopo la guerra, i socialdemocratici finlandesi, inizialmente potenti e ben organizzati, nati e cresciuti in un'atmosfera sociale nazionalistica all'interno della cultura russa e scandinava, e influenzati principalmente dalle idee socialiste di Germania, Austria e Cecoslovacchia, furono divisi in due: i socialisti moderati continuarono la loro cultura politica, aderirono alla società e al sistema politico della Finlandia, mentre la fazione estremista, di cui i principali leader in esilio in Russia, costituì il Partito Comunista di Finlandia nell'agosto 1918 a Mosca.